# Braula coeca
Braula coeca (Nitzsch, 1818) este denumirea științifică a păduchelui albinei, care nu este de fapt un păduche, însă numele a prins rădăcini adânci în literatura apicolă și nu există intenții de schimbare a acestuia. Braula este o muscă roș-maronie, fără aripi, de aproximativ 1,5 mm. Masculii sunt mai mici decât femelele. Corpul este acoperit cu niște perișori ca niște spini.
Aparține familiei Braulidae din ordinul Diptera care include două genuri Braula și Megabraula, și opt specii (vezi Papp 1984, Huttinger 1980, Grimaldi și Underwood 1986). În literatura europeană a fost menționată de Réaumur care a studiat în 1740, relația acesteia cu albina meliferă. În anii 1920 mai mulți autori au studiat ciclul de viață al acestei specii. Păduchele se regăsește pe bondari, pe albinele melifere, și într-un număr mai mare pe mătci (Smith 1978). A fost introdusă din Europa în Statele Unite cu primele familii de albine melifere trimise.

## Hrănire
Braula coeca se comportă ca o comeseană a albinei Apis mellifera. Trăiește pe corpul albinelor și le fură mâncarea din gură. Braula se hrănește cu lăptișor regurgitat de către matcă. Se poziționează în așa fel încât sa poată gâdilă matca pentru a-i provoaca voma (regurgitarea laptișorului de matcă administrat de albinele din suită). Al doilea mod de hrănire a Braulei este acela de a participa direct la hrănirea matcii de către albinele din suită. Stând pe capul mătcii, fură din hrana ei în timpul transferului de la albine la matcă.
Indiferent de modul de acțiune, prezența Braulei în stup duce la subalimentarea mătcii. Acest lucru are ca efect debilitarea mătcii și scaderea pontei.
Există diferențe în bibliografie cu prvire la daunele pe care Braula coeca le provoacă. Există autori care afirmă că daunele sunt mici și autori care afirmă contrariul.